# Ciney
Ciney (en való Cînè) és una antiga ciutat de Bèlgica, a la província de Namur, que forma part de la regió valona. L'1 de gener del 2024 té uns 17.180 habitants.

## Història
La primera menció escrita data del 1006. La ciutat era una de les bones viles del principat de Lieja fins al 1795, quan fou annexada per França. Fou integrada al Regne Unit dels Països Baixos el 1815. El 1830 la ciutat esdevé belga.

## Economia
Ciney és un centre zootècnic, al qual es té el registre genealògic de la raça bovina blanc-bleu-belge ou Belgisch Witblauw i un mercat de bestiar el segon més gran d'Europa.
La ciutat també és coneguda per la seva cervesa Ciney, creada l'any 1978 a l'antiga fàbrica de cervesa Demarche. La firma Alken-Maes va comprar la marca i transferir la producció a la fàbrica d'Alken.